# فرح افزا
فرح افزا یکی از نام‌های قدیم منطقه سانچارک بوده‌است.
سانچارک منطقه‌ای است در ولایت سرپل افغانستان.

## پیشینه
پوهاند محمد حسین یمین در کتاب افغانستان تاریخی درباره سانچارک آورده‌است که در بعضی از منابع سنگچارک را «فرح افزا» گفته‌اند آن هم به جهت اینکه ناحیه سنگ چارک به هفت تگاب (دره) منقسم شده و هر یک از تگاب‌ها دارای مناظر ویژه، زیبا و دیدنی است از آن رو با صفت «فرح افزا» موصوف شده‌است.

## پی‌نوشت‌ها
1. 1 2  محمد حسین یمین (۱۳۸۰)، افغانستان تاریخی، کابل: انتشارات کتاب، ص. صفحات ۱۶۰ الی ۱۶۲
2. ↑  علی نقی میر حسینی (۱۳۸۸)، سانچارک در بستر زمان، قم: اشراق، ص. ۲۸